# Viana de Cega (kommunhuvudort)
Viana de Cega är en kommunhuvudort i Spanien.   Den ligger i provinsen Provincia de Valladolid och regionen Kastilien och Leon, i den centrala delen av landet, 150 km nordväst om huvudstaden Madrid. Viana de Cega ligger 692 meter över havet och antalet invånare är 1 794.
Terrängen runt Viana de Cega är platt. Runt Viana de Cega är det ganska glesbefolkat, med 43 invånare per kvadratkilometer. Närmaste större samhälle är Valladolid, 14,2 km norr om Viana de Cega. Trakten runt Viana de Cega består till största delen av jordbruksmark.